# Vilsted Sø
Vilsted Sø er med sine 450 hektar (4,6 km2) Nordjyllands næststørste sø efter Lund Fjord med sine 491 ha.
Vilsted sø blev genskabt i 2005-2006 efter at have været afvandet i mere end 100 år. 
Den nye sø er tilgængelig for offentligheden via stier, bådebroer og udsigtstårne, og flere af faciliteterne er handicapvenlige. Bag genskabelsen af søen står Nordjyllands Amt og Skov- og Naturstyrelsen. Vilsted sø og omgivende enge ejes af den naturbevarende Aage V. Jensen Naturfond. Selve driften af området henhører fra 2007 til Buderupholm Statsskovdistrikt.
Vilsted Sø, der blev indviet 26. august 2006, er først og fremmest en naturoplevelse, hvor der er et rigt fugle- og dyreliv med et stort antal ynglefugle, ligesom der er en forventning om at her hurtigt skabes en rigdom af vilde planter og sjældne insekter. 
Rundt om søen er der anlagt en 22 kilometer lang sti, som er beregnet for både gående, cyklende og ridende. En ridesti langs søen er i sig selv en stor gevinst, og samtidig er strækningen udpeget til regional cykelrute 38. En 240 meter lange træbro over søen blev indviet 28. juni 2015.
Vilsted Sø kan bruges til sejlads med kajak og kano, og skoler i hele Nordjylland kan anvende området til aktiviteter inden for naturfag og idræt.
Hele projektet omfatter ca. 950 hektar sø og ferske enge. Det er beregnet, at Vilsted Sø vil forhindre udledning af ca. 210 tons kvælstof om året – som ellers ville strømme fra de dyrkede marker via Bjørnsholm Å ud i Limfjorden. I søen og de tilhørende vådområder omsætter naturlige bakterier kvælstoffet i vandet til uskadeligt kvælstof i luften. 

## Fugleliv
Den genoprettede sø blev hurtigt hjemsted for en lang række fugle, bl.a.  ænder, gæs, brushaner, klyder og viber, og i 2019 blev den også hjemsted for et havørnepar.

## Fiskedød
Søen har flere gange været ramt af fiskedød. I maj 2018 hældte en ukendt gerningsmand giftstoffet pirimiphos-methyl i søen, hvilket førte til at hundredevis af fisk døde. Både i 2023 og 2024 var der omfattende fiskedød nær et tilløb til søen. 20. februar 2024 blev der fundet over 1000 fisk ved tilløbet. Årsagen til fiskedøden var først ukendt, men iltsvind blev udelukket idet iltindholdet i vandet blev målt 11-12 milligram per liter. I maj fastslog Vesthimmerlands Kommune støttet af eksperter fra Danmarks Tekniske Universitet at fiskene alligevel døde af iltmangel. De døde fisk var skaller der var flygtet til  Vilsted Å for at undgå rovdyr, og den høje koncentration af fisk på stedet har sandsynligvis medført lokal mangel på ilt ifølge kommunen.